# Bandinacco Orlandi
Bandinacco Orlandi (Pisa, ... – ...; fl. XII secolo) è stato un politico italiano.

## Biografia
Secondo le poche fonti pervenute fino ad oggi, Bandinacco Orlandi, nacque a Pisa dalla famiglia consolare degli Orlandi. Egli fu senatore della repubblica di Pisa (nel 1164, 1184 e 1185) e console dell'omonima repubblica nel 1168. La data di morte è ignota.